# ミカエラ・ワトキンス
ミカエラ・ワトキンス（Michaela Watkins、1971年12月14日 - ）は、アメリカ合衆国の女優。

## 出演作品

### 映画
- カレには言えない私のケイカク The Back-up Plan (2010)
- 私にだってなれる! 夢のナレーター単願希望 In a World... (2013)
- 恋人はセックス依存症 Thanks for Sharing (2012)
- ふたりのパラダイス Wanderlust (2012)
- おとなの恋には嘘がある Enough Said (2013)
- ラテン・ジゴロになる方法 How to Be a Latin Lover (2017)
- ブリグズビー・ベア Brigsby Bear (2017)
- カジノ・ハウス The House (2017)
- DJにフォーリンラブ Ibiza (2018)
- エンド・オブ・ハイスクール Dude (2018)
- ブリタニー・ランズ・ア・マラソン Brittany Runs a Marathon (2019)
- グッド・ボーイズ Good Boys (2019)
- ザ・ウェイバック The Way Back (2020)

### テレビ
- New Girl 〜ダサかわ女子と三銃士 シーズン1 New Girl (2011 -2015) - ジーナ役
- モダン・ファミリー シーズン4 Modern Family (2012)
- プライベート・プラクティス5 Private Practice (2011)
- ラリーのミッドライフ★クライシス シーズン8 Curb Your Enthusiasm (2011)
- マイアミ・メディカル Miami Medical (2010)
- 弁護士イーライのふしぎな日常 シーズン2 Eli Stone (2009)
- カリフォルニケーション シーズン2 Californication (2008)
- グレイズ・アナトミー2 恋の解剖学 Grey's Anatomy (2006)